# Dannstadt-Schauernheim (Verbandsgemeinde)
Dannstadt-Schauernheim est une Verbandsgemeinde (collectivité territoriale) de l'arrondissement de Rhin-Palatinat dans la Rhénanie-Palatinat en Allemagne. Le siège de cette Verbandsgemeinde est dans la commune de Dannstadt-Schauernheim.
La Verbandsgemeinde de Dannstadt-Schauernheim consiste en cette liste d'Ortsgemeinden (municipalités locales) :

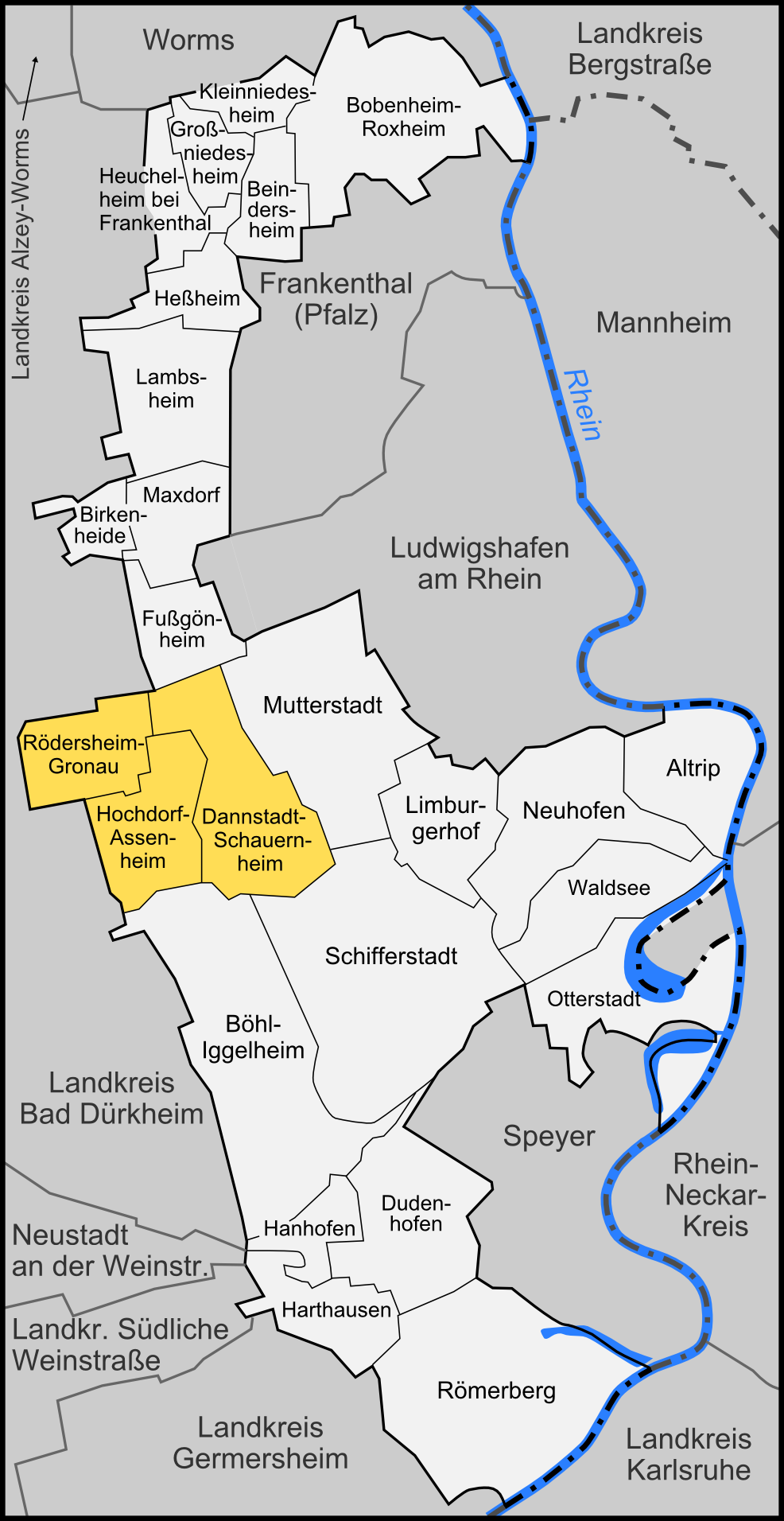
Localisation de la Verbandsgemeinde de Dannstadt-Schauernheim dans l'arrondissement de Rhin-Palatinat

1. Dannstadt-Schauernheim
2. Hochdorf-Assenheim
3. Rödersheim-Gronau